# Anthracophyllum archeri
Anthracophyllum archeri är en svampart som först beskrevs av Miles Joseph Berkeley, och fick sitt nu gällande namn av David Norman Pegler 1965. Anthracophyllum archeri ingår i släktet Anthracophyllum och familjen Marasmiaceae.   Inga underarter finns listade i Catalogue of Life.

## Källor

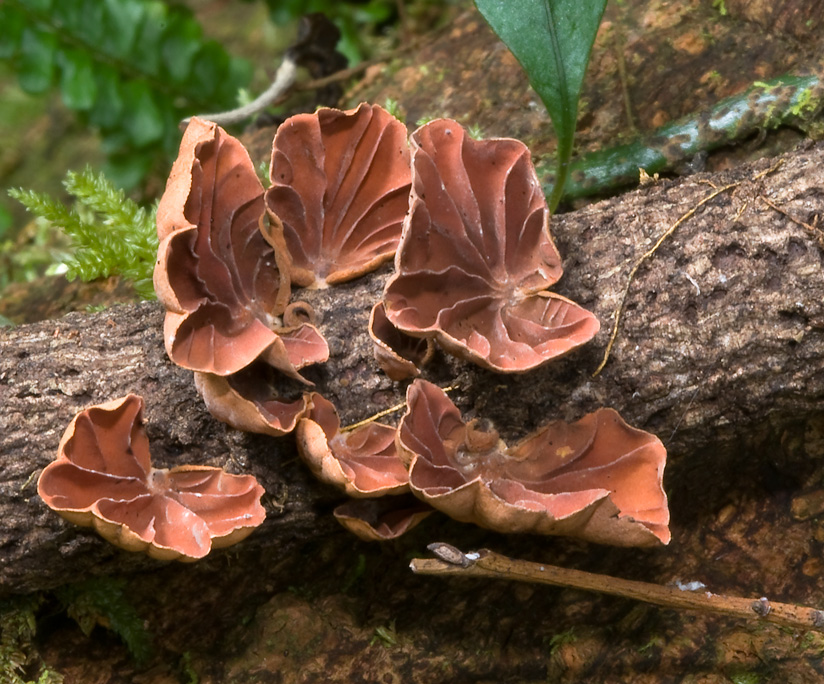